# غوخ
غخ (بالألمانية: Goch) هي بلدة ألمانية تقع في ألمانيا في كليفه. يقدر عدد سكانها بـ 34,197 نسمة .

## المدن التوأمة
مدن بوتينيانو و ردون هي مدن توأمة لـغخ.

## معرض صور

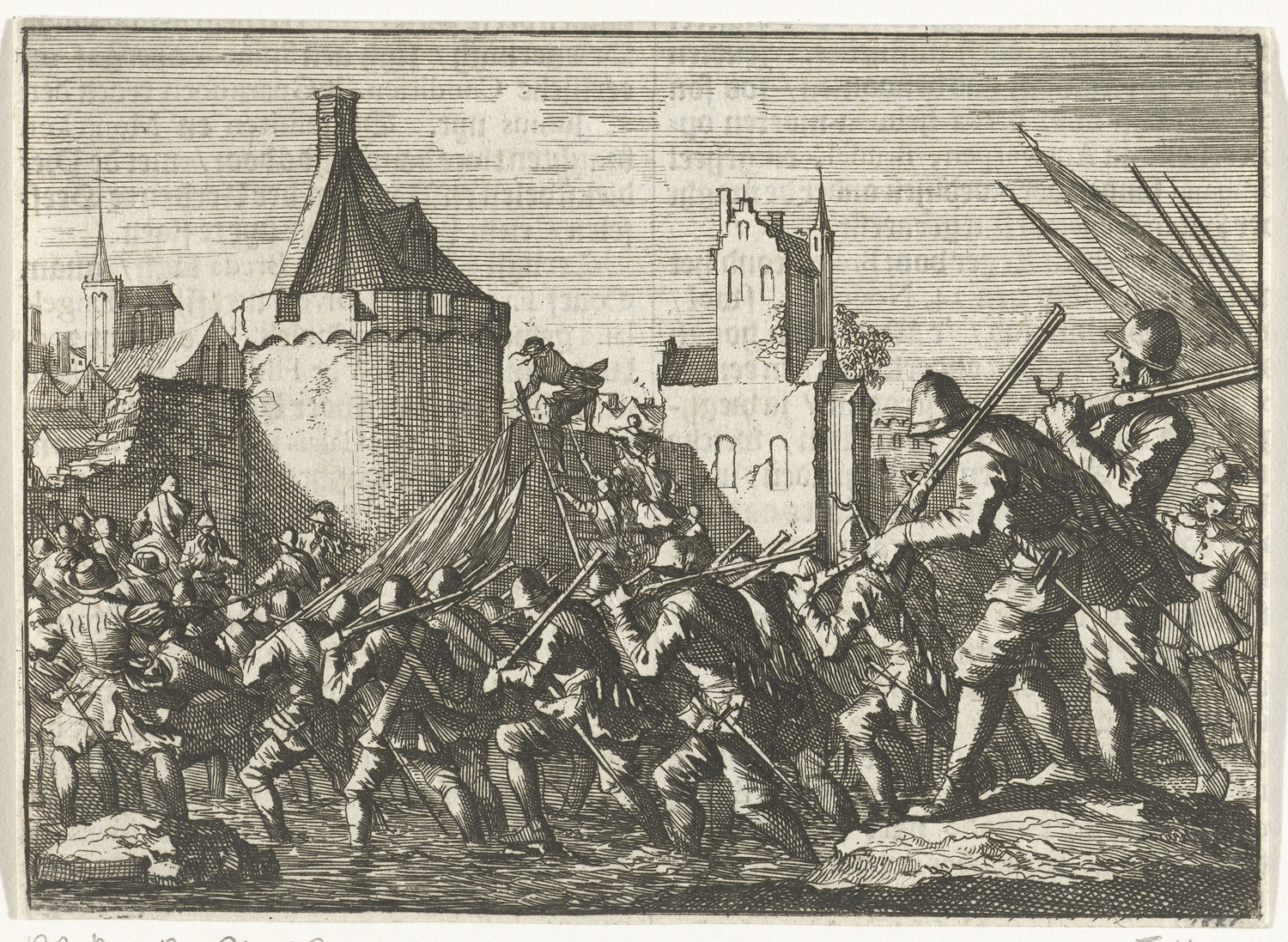
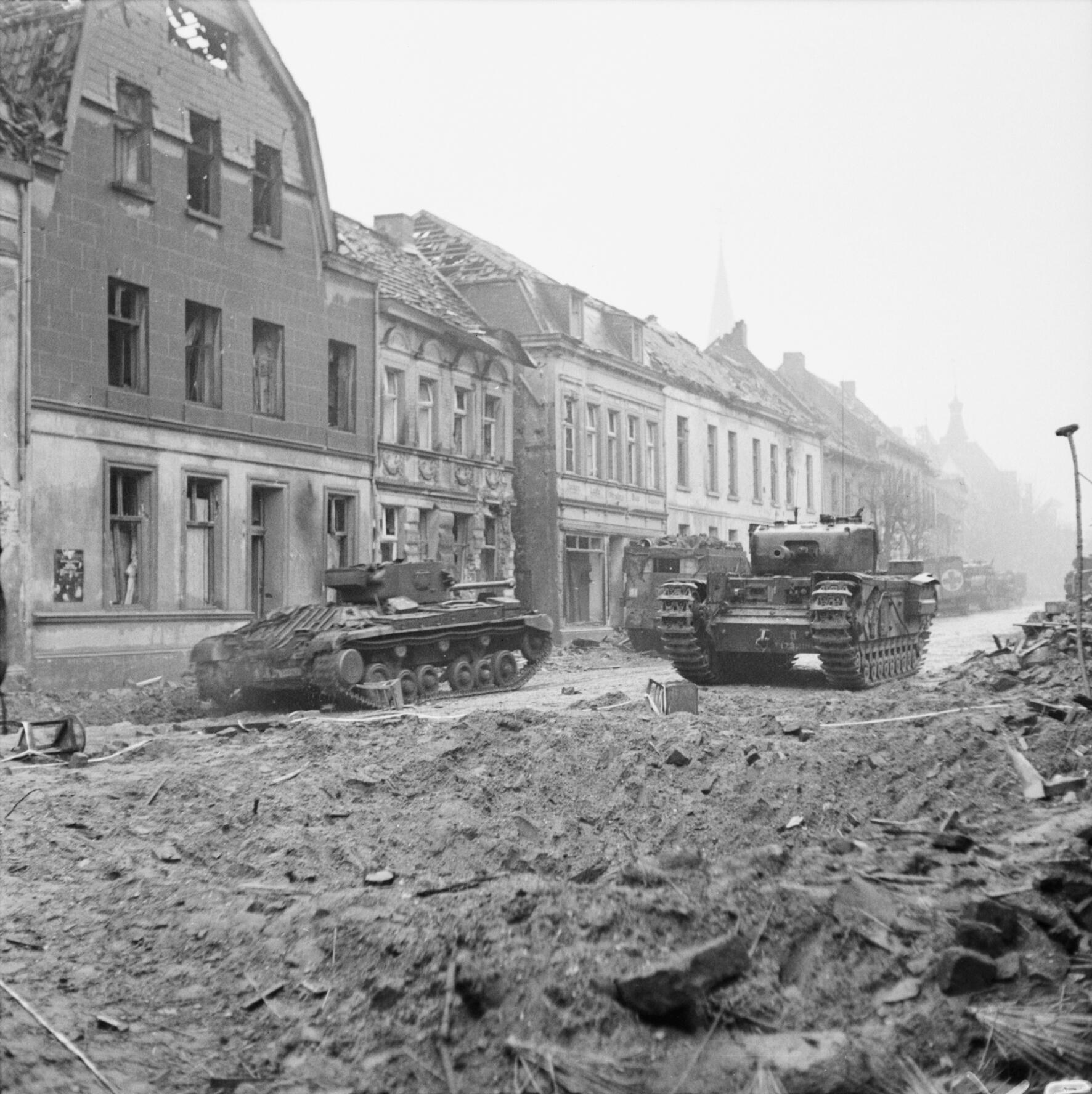
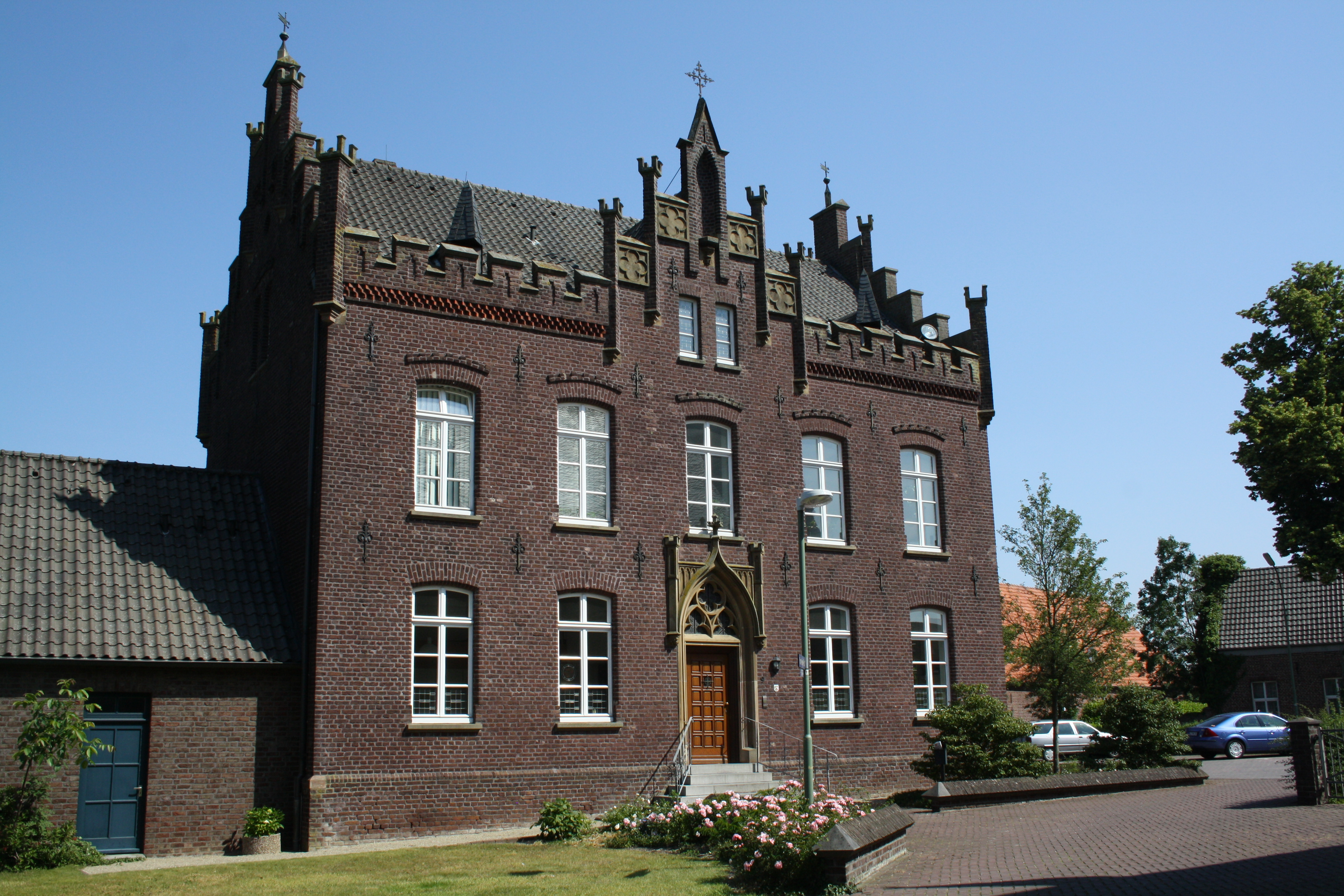
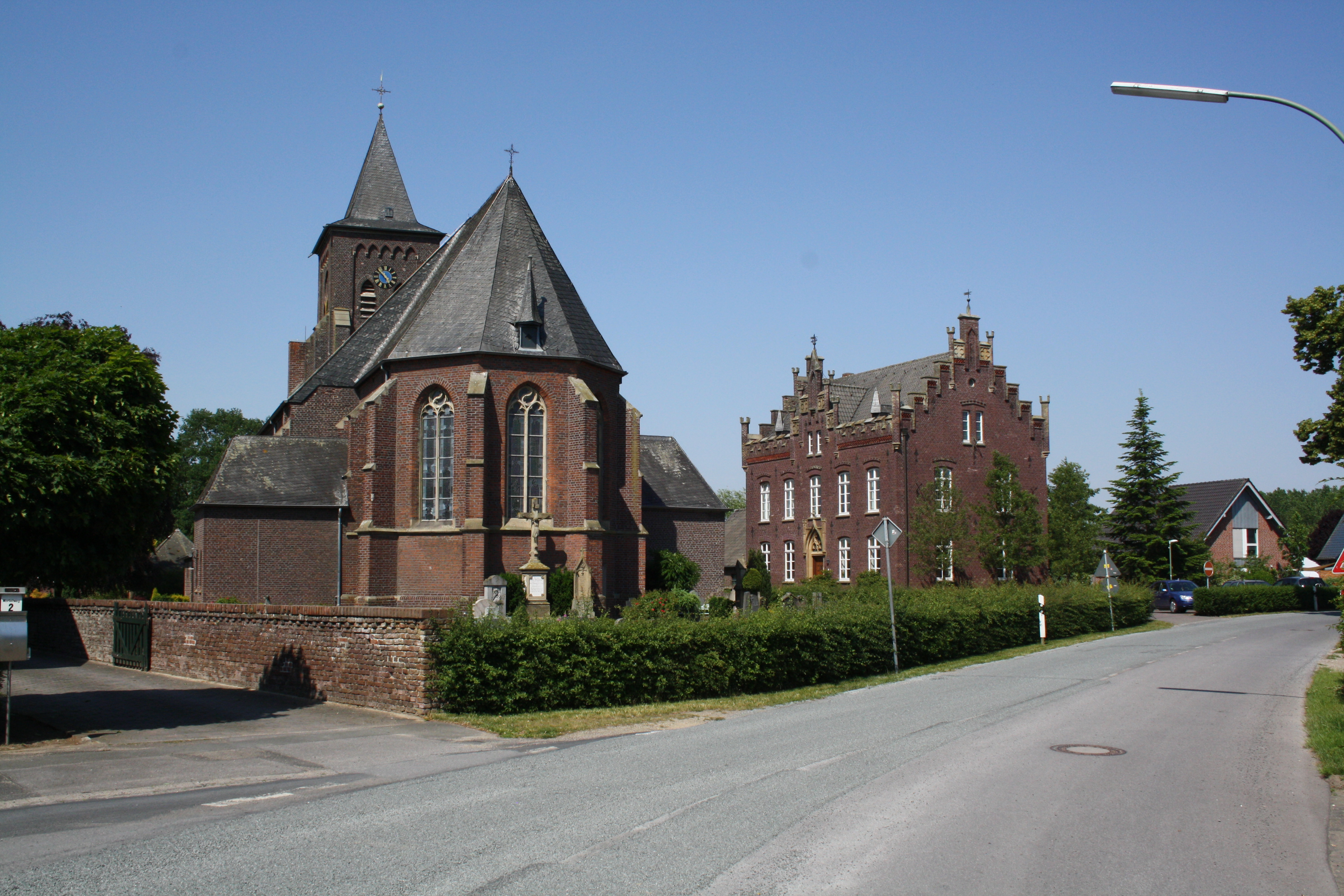
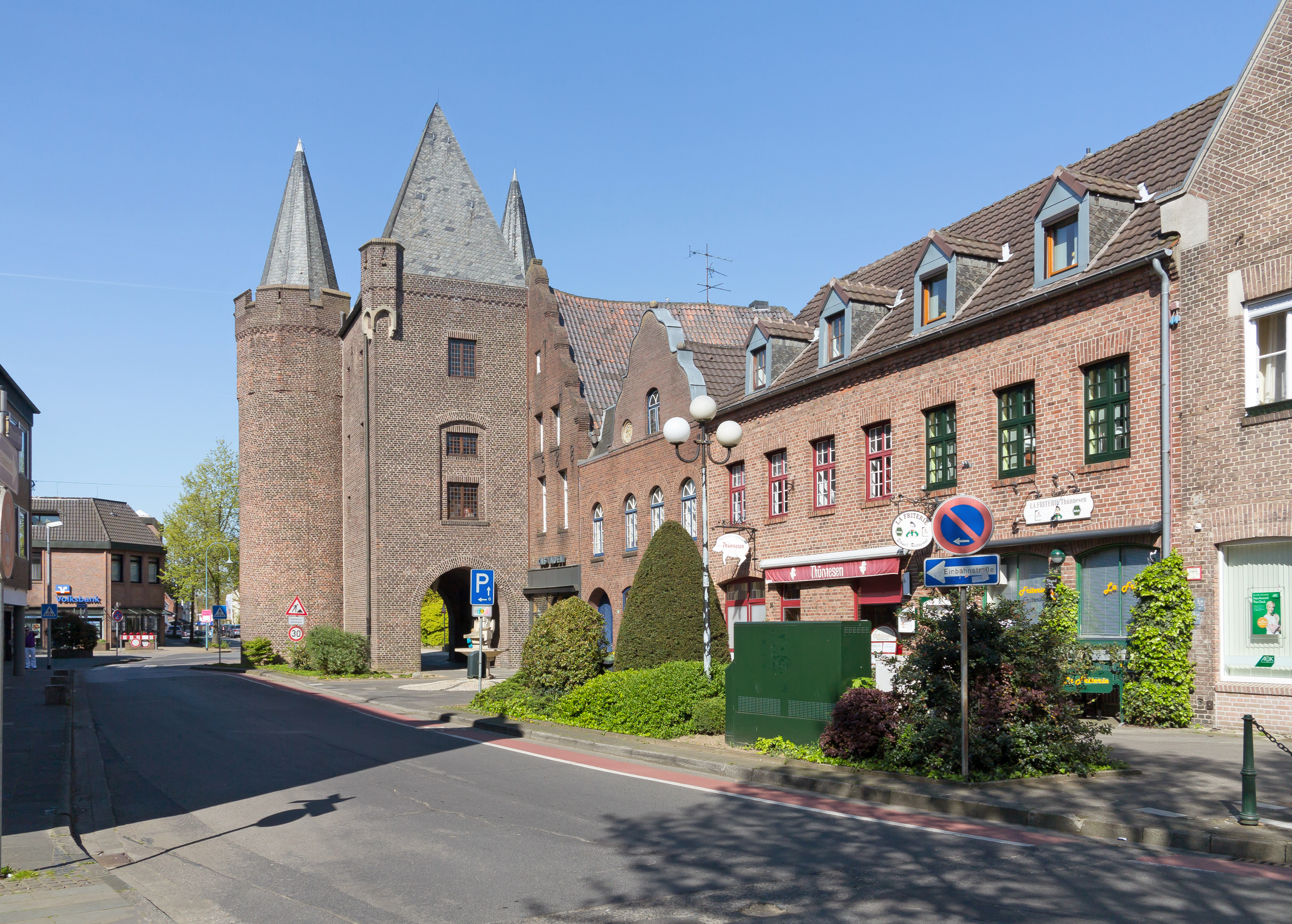
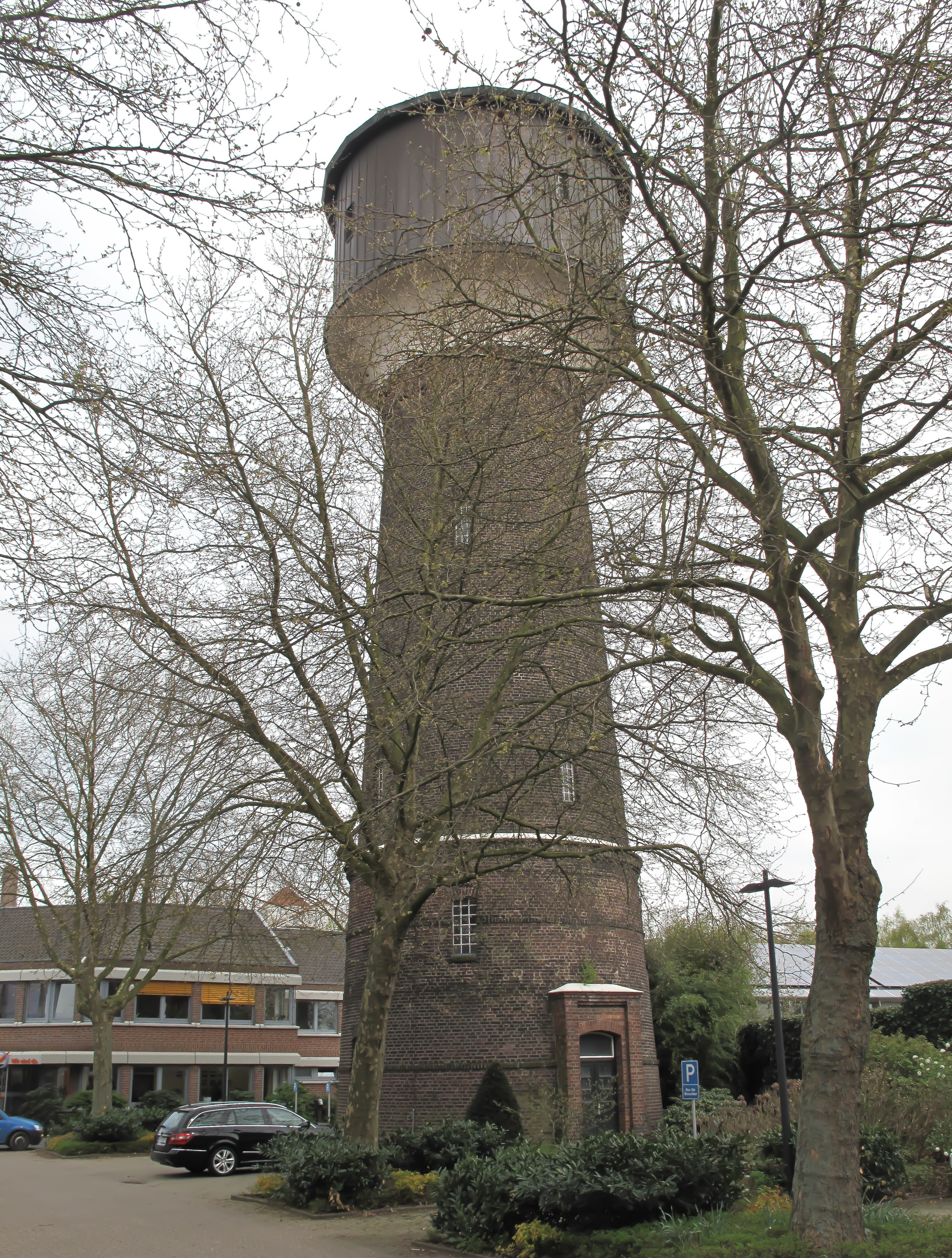

## أعلام
- أرنولد جانسين
- ثيو يانسن